# Suite Habana
Suite Habana é um filme de drama cubano de 2003 dirigido e escrito por Fernando Pérez. Foi selecionado como representante de Cuba à edição do Oscar 2004, organizada pela Academia de Artes e Ciências Cinematográficas.